# José António Vieira da Silva
José António Fonseca Vieira da Silva (Marinha Grande, Marinha Grande, 14 de fevereiro de 1953) é um político português e antigo Ministro de Portugal.

## Biografia
É licenciado em Economia pelo Instituto Superior de Economia e Gestão da Universidade Técnica de Lisboa e é Professor Convidado do ISCTE - Instituto Universitário de Lisboa da Universidade de Lisboa. De 2011 a 2015, foi Deputado da Assembleia da República eleito pelo Partido Socialista, depois de ter encabeçado a lista do partido no círculo eleitoral de Setúbal.
Foi Ministro do Trabalho e Solidariedade Social no primeiro governo de José Sócrates (2005-2009) e Ministro da Economia, da Inovação e do Desenvolvimento no segundo governo de José Sócrates (2009-2011). Anteriormente, havia sido Secretário de Estado da Segurança Social (1999-2001) e das Obras Públicas (2001-2002) do segundo governo de António Guterres (1999-2002), em ambos os casos sendo Ministro Eduardo Ferro Rodrigues. Foi também Ministro do Trabalho, Solidariedade e Segurança Social (2015-2019) no XXI Governo de António Costa.
É casado segunda vez com a Deputada Sónia Fertuzinhos e foi casado primeira vez com a Economista Margarida Guimarães, da qual é pai de Mariana Vieira da Silva, sua colega no XXI Governo como Secretária de Estado Adjunta do Primeiro-Ministro.

## Cargos e Funções Desempenhadas
- Assistente Convidado do Instituto Superior de Ciências do Trabalho e da Empresa (ISCTE-IUL) onde era responsável pela cadeira de «Economia e Política Económica Portuguesa» na Licenciatura de Economia
- Adjunto do Ministro da Solidariedade e Segurança Social
- Diretor-Geral do Departamento de Estatística, Estudos e Planeamento do Ministério da Solidariedade e Segurança Social
- Membro do Comité do Emprego e do Mercado do Trabalho da União Europeia
- Coordenador do Plano Nacional de Emprego
- Conselheiro do Conselho Económico e Social
- Diretor-Geral do Departamento de Estudos, Prospectiva e Planeamento do Ministério do Trabalho e da Solidariedade
- Secretário de Estado da Segurança Social do XIV Governo Constitucional (de 1999 a 2001)
- Secretário de Estado das Obras Públicas do XIV Governo Constitucional (de 2001 a 2002)
- Deputado na IX Legislatura
- Presidente da Comissão Parlamentar de Trabalho e Assuntos Sociais
- Coordenador Grupo Parlamentar do Partido Socialista para os assuntos de Solidariedade e Segurança Social na Comissão Parlamentar de Trabalho e dos Assuntos Sociais
- Coordenador dos Ministros do Emprego e Assuntos Sociais do Partido Socialista Europeu (2006-2009)
- Membro do Secretariado Nacional do Partido Socialista (2002-2011)
- Entre 12 de Março de 2005 e 25 de Outubro de 2009 é Ministro do Trabalho e da Solidariedade Social do XVII Governo Constitucional
- Entre 26 de Outubro de 2009 e 21 de Junho de 2011, foi Ministro da Economia, da Inovação e do Desenvolvimento do XVIII Governo Constitucional
- Entre 26 de Novembro de 2015 e 26 de Outubro de 2019, foi Ministro do Trabalho, Solidariedade e Segurança Social do XXI Governo Constitucional